# 埃爾科佩
埃爾科佩是哥倫比亞的城鎮，位於該國東北部，由塞薩爾省負責管轄，距離首府巴耶杜帕爾105公里，面積968.1平方公里，海拔高度180米，2005年人口24,368，人口密度每平方公里25人。

## 外部連結
- （西班牙文） El Copey official website

10°09′N 73°58′W / 10.150°N 73.967°W